# Nischenbrüter
|  | Dieser Artikel wurde aufgrund von formalen oder inhaltlichen Mängeln in der Qualitätssicherung Biologie zur Verbesserung eingetragen. Dies geschieht, um die Qualität der Biologie-Artikel auf ein akzeptables Niveau zu bringen. Bitte hilf mit, diesen Artikel zu verbessern! Artikel, die nicht signifikant verbessert werden, können gegebenenfalls gelöscht werden. Lies dazu auch die näheren Informationen in den Mindestanforderungen an Biologie-Artikel. |

Als Nischenbrüter werden innerhalb der Ornithologie, insbesondere im Zusammenhang mit Vogelschutz- bzw. Naturschutz-Maßnahmen, solche Vogelarten bezeichnet, die als Nistplatz für ihre Brutzwecke Nischen benötigen.
Es handelt sich dabei jedoch nicht um eine im engeren, wissenschaftlichen Sinne ornithologisch systematisierende Bezeichnung.
Anders als die Höhlenbrüter oder die Freibrüter legen die nischenbrütenden Vogelarten üblicherweise ihre Nester eben in ihren jeweiligen Bedürfnissen entsprechenden Nischen von Felswänden, Geröllhalden, Gebäuden, Bäumen, Böschungen o. Ä. an. Zu den Nischenbrütern werden unter anderem Singvogelarten, wie Wasseramsel, Bachstelze, Gebirgsstelze, Rotkehlchen, Grauschnäpper, Hausrotschwanz und zuweilen Gartenrotschwanz gezählt; aber beispielsweise auch Greifvögel, wie Turm-, Rötel- und Wanderfalke, oder der Uhu. Eine unbedingte Einstufung als Nischenbrüter ist nicht immer für jede Art möglich, da manche Arten, je nach Örtlichkeit, etwa auch als Freibrüter auf dem Boden (z. B. Rotkehlchen) oder als Höhlenbrüter (z. B. Gartenrotschwanz) in Erscheinung treten. Die einzige Vogelart Eurasiens, die üblicherweise sowohl als Frei- wie auch als  Nischen- und Höhlenbrüter angetroffen werden kann, ist der Zaunkönig.
Für etliche nischenbrütende Arten entwickelte der Vogelschutz im Laufe der Zeit verschiedene Nisthilfen. Davon ist die nach vorne zur Hälfte offene, sogenannte Halbhöhle für nischenbrütende kleinere Singvögel vielleicht am bekanntesten. Da jedoch die Arten, die diese Nistgeräte beziehen, gegenüber den Heimsuchungen von nesträuberischen Prädatoren ziemlich anfällig sind, ist man verstärkt dazu übergegangen, einen sichereren Nistkasten-Typ mit zwei ovalen Einfluglöchern von zirka 32 mal 50 Millimetern Größe für die Nischenbrüter einzusetzen.